# Гаврилова, Римма Александровна
Ри́мма Алекса́ндровна Гаври́лова (31 июля 1934, Вязники, Владимирская область — 28 августа 2008, там же) — советская ткачиха, общественный и политический деятель, Герой Социалистического Труда (1974). Член КПСС с 1966 года. Депутат Совета Союза 10—11 созывов (1979—89 гг.) от Владимирской области. Член Президиума Верховного Совета СССР (1979—89 гг.).

## Биография
Родилась в городе Вязники 31 июля 1934 года в семье рабочих. В 1942 году потеряла отца, ушедшего на фронт. Рано столкнулась с физическим трудом, необходимостью помогать семье.
Окончив в 1949 году семилетку, поступила в текстильный техникум, но уже спустя полгода была вынуждена идти работать на фабрику ткачом. Сначала работала на двух станках, но вскоре ей уже доверили четыре, а затем и шесть ткацких станков. Параллельно окончила вечерние курсы техникума.
В 1970 году начала работать на 16-ти станках, досрочно выполнять пятилетки.
С 1970 года по 1975 год была избрана депутатом Владимирского Областного совета 2 созыва и Вязниковского Городского совета. В 1975 году стала депутатом Верховного Совета СССР. До 1985 года входила в Президиум Верховного Совета СССР как представитель рабочего класса.
С 1989 года — на пенсии.
Умерла 28 августа 2008 года.

## Награды
- Герой Социалистического Труда (1974)
- два ордена Ленина (1971)
- орден Октябрьской Революции (1981)
- орден Трудового Красного Знамени
- Государственная премия СССР (1977)
- Золотая медаль ВДНХ
- Почётный гражданин города Вязники
- Почётный гражданин города Дечин (Чехия)
- Почётный гражданин города Хуана-Хата (Мексика)